# 唐錫蕃
唐錫蕃（1596年—？），别號玉乳，南直隶常州府无锡县人，明末政治人物。
崇禎四年（1631年）辛未科進士，初任遂安县知县，降职为河南布政司检校，历汀州府推官，署长汀、連城二县印。崇祯十一年（1638年）升刑部广西司主事，十三年拾遗去职。